# Bullet Head
Bullet Head è un film del 2017 diretto da Paul Solet.

## Trama
A seguito di una rapina fallita, tre malviventi, per sfuggire alla polizia, trovano rifugio in un grande edificio abbandonato. Tuttavia non sanno che in quel luogo si svolgono clandestinamente combattimenti tra cani. 
Pensando di essere momentaneamente al sicuro, decidono di attendere l'arrivo di un complice, fino al giorno successivo. Mentre esplorano l'edificio, scoprono la presenza di un feroce mastino: un dogo canario che ha buoni motivi per odiare gli uomini. Ha così inizio una serie di situazioni rocambolesche per sfuggire alla furia del mastino. Quando finalmente si prospetta una via di salvezza, l'arrivo del proprietario del cane, complica ulteriormente la vita all'unico sopravvissuto.

## Accoglienza
Il film ha ottenuto il 59% delle valutazioni positive su Rotten Tomatoes, con una media di 5,3/10. Se Metacritic, ha una valutazione di 51 su 100.

### Critica

Un dogo canario simile al cane protagonista

(La Repubblica)